# Pierre Pinchik
Pierre Pinchik (1900-1971) est un des plus grands chantres (hazzanim) juifs du XXe siècle, dont certaines compositions, en particulier Rozo DeShabbos, sont non seulement devenues des classiques, mais continuent d'être interprétées au XXIe siècle.

## Éléments biographiques
Pierre Pinchik est né en 1900 à Zhivotov (aujourd'hui, en ukrainien Новоживотів), 90 km à l'est de Vinnytsia et 180 km au sud-ouest de Kiev, en Ukraine. À sa naissance son nom était Pinchas Segal. Il choisit le nom de Pinchik au début de sa carrière, où il est un chanteur de folklore. De 1923 à 1926, il est le chantre de la synagogue de Léningrad. En 1927, il se rend aux États-Unis et décide d'y rester.
Il est enterré à Boston.